# سلاسی ادجی
سلاسی ادجی (انگلیسی: Selasi Adjei؛ زادهٔ ۱۲ نوامبر ۱۹۹۳) بازیکن فوتبال اهل غنا است که در حال حاضر پس از پایان قراردادش با باشگاه ناکامبالا لئوپاردز زامبیا بازیکن آزاد است.